# Third Day of a Seven Day Binge
«Third Day of a Seven Day Binge» — перший сингл з дев'ятого студійного альбому американського рок-гурту Marilyn Manson The Pale Emperor (2015).

## Реліз
Прем'єра пісні відбулась 26 жовтня 2014 на BBC Radio 1 у рок-шоу Деніела П. Картера. Одразу після трансляції трек став приступним для безкоштовного завантаження на офіційному сайті гурту до 9 листопада. Наступного дня окремок з'явився на сервісах цифрової дистриб'юції. 23 грудня для Best Buy обмеженим накладом видали подвійний А-сторонній CD-сингл «Third Day of a Seven Day Binge» і «Deep Six». Лімітована кількість цих дисків постачалася з ексклюзивною футболкою. 10" віниловий сингл з бі-сайдом «Day 3», акустичним варіантом треку, був приступним з попередніми замовленнями вінилового видання альбому у незалежних музичних крамницях.

## Відеокліп
В інтерв'ю News.com.au за 22 січня 2015 Менсон сповістив про завершення роботи над кліпом «Third Day of a Seven Day Binge» на початку січня, однак його вихід відклали, позаяк виконавець був незадоволений монтажем. Менсон також підтвердив зйомки кліпів на ще 2 пісні з альбому. Прем'єра відео відбулась на офіційному YouTube-каналі гурту 9 липня 2015.

## Список пісень
Цифровий сингл
1. «Third Day of a Seven Day Binge» — 4:26

Ексклюзивний CD-сингл для Best Buy
1. «Third Day of a Seven Day Binge» — 4:26
2. «Deep Six» — 5:02

10" віниловий сингл
1. «Third Day of a Seven Day Binge» — 4:26
2. «Day 3» — 4:11

## Чартові позиції
Результати продажу подвійного А-стороннього CD-синглу «Third Day of a Seven Day Binge» і «Deep Six» дозволили окремку посісти 3-тю сходинку Hot Single Sales у тиждень 10 січня 2015.
| Чарт (2015)                     | Найвища позиція |
| ------------------------------- | --------------- |
| US Hot Single Sales (Billboard) | 3               |

## Історія виходу
| Країна | Дата              | Формат                   | Лейбл                 |
| ------ | ----------------- | ------------------------ | --------------------- |
| Світ   | 26 жовтня 2014    | Радіоротація             |                       |
| Світ   | 26 жовтня 2014    | Безкоштовне завантаження |                       |
| Світ   | 10 листопада 2014 | Цифрове завантаження     | Cooking Vinyl         |
| США    | 23 грудня 2014    | CD                       | Loma Vista Recordings |
| США    | 6 січня 2015      | 10" вінил                | Loma Vista Recordings |